# 生活的藝術基金會
生活的藝術基金會(Art of Living foundation，縮寫AOLF)是一個非政府組織，由詩麗詩麗·若威香卡創辦於1981年。其國際總部位在印度班加羅爾。

## 註記
1. ↑  .   [2015-04-15]. （原始内容存档于2007-04-21）.
2. ↑  . GuideStar USA, Inc.   [20 September 2013]. （原始内容存档于2013-05-18）.
3. ↑  . DNA. 15 Sep 2013  [20 September 2013]. （原始内容存档于2013-09-21）.
4. ↑  原題Association for Inner Growth

## 外部連結
- 官網 （页面存档备份，存于）
- Brahm Naad音樂會（第一集 （页面存档备份，存于））（第二集 （页面存档备份，存于））